# Proteuxoa metaneura
Proteuxoa metaneura là một loài bướm đêm thuộc họ Noctuidae. Nó được tìm thấy ở Lãnh thổ Thủ đô Úc, New South Wales, Queensland, Nam Úc, Victoria và Tây Úc.